# Anterhynchium woodfordi
Anterhynchium woodfordi är en stekelart som först beskrevs av Meade-waldo 1910.  Anterhynchium woodfordi ingår i släktet Anterhynchium och familjen Eumenidae. Inga underarter finns listade i Catalogue of Life.